# Маршево (Славенський повіт)
Маршево (пол. Marszewo) — село в Польщі, у гміні Постоміно Славенського повіту Західнопоморського воєводства.
Населення — 220 осіб (2011).
У 1975-1998 роках село належало до Слупського воєводства.

## Демографія
Демографічна структура станом на 31 березня 2011 року:
|          | Загалом | Допрацездатний вік | Працездатний вік | Постпрацездатний вік |
| -------- | ------- | ------------------ | ---------------- | -------------------- |
| Чоловіки | 105     | 16                 | 83               | 6                    |
| Жінки    | 115     | 25                 | 62               | 28                   |
| Разом    | 220     | 41                 | 145              | 34                   |